# Strygejernet (dokumentarfilm)
|  | Denne artikel er oprettet af botten Steenthbot ud fra en ekstern database. Den kan derfor have sproglige fejl eller mangler. Denne skabelon kan fjernes efter kontrol af indholdet. |

 For alternative betydninger, se Strygejernet. (Se også artikler, som begynder med Strygejernet)
Strygejernet er en dansk dokumentarfilm fra 1955 instrueret af Kirsten Bundgaard.